# Arbutus arizonica
Arbutus arizonica är en ljungväxtart som först beskrevs av Samuel Frederick Gray, och fick sitt nu gällande namn av Charles Sprague Sargent. Arbutus arizonica ingår i släktet Arbutus och familjen ljungväxter. Inga underarter finns listade i Catalogue of Life.

## Bildgalleri

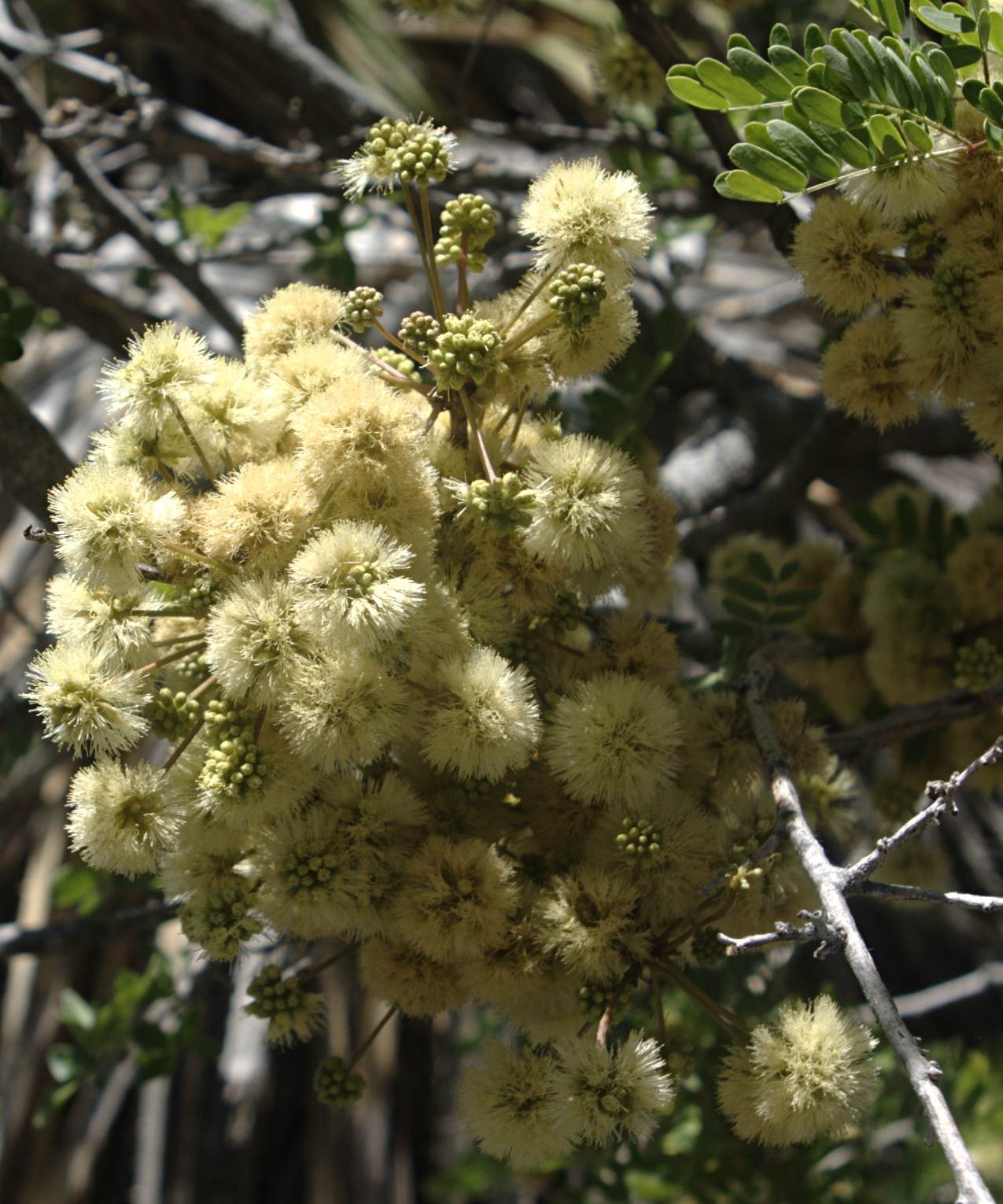